# Mustad Hoofcare
Mustad Hoofcare är ett familjeföretag med säte i Nederländerna, som har sitt ursprung i Mustadkoncernen. Denna grundades 1832 som tråddrageri utanför Gjøvik i Norge. År 1876 etablerades en spikfabrik i Lilleaker väster om Oslo för tillverkning av framför allt spikar och hästskosöm. Där utvecklades i slutet av 1800-talet av O. Mustad & Søn ett avancerat maskineri för automatisk produktion av hästskosöm och Mustad utvecklades mot sekelskiftet till ett konglomerat och Norges största exportföretag. Det hade tillverkande dotterföretag av framför allt hästskosöm och fiskekrokar över hela världen, framför allt i Östeuropa. År 1881 byggdes den första utländska fabriken i Finland, och senare tillkom en i Frankrike  samt 1898 Katrineholms bruk i Dals Långed i Sverige. Hästskosömtillverkningen i Lilleaker lades ned 1905.
Mustad Hoofcare avknoppades 1997 från Mustadkoncernen, då den delades upp mellan tre familjegrenar. Mustad har idag kvar sju fabriker i olika länder, med huvudfabriker för hästskor i Friesland i Nederländerna och Mustadfors bruk för hästsöm. Huvuddistributionscentrum  ligger i Lelystad i Nederländerna.